# جان مارين
جان مارين (بالفرنسية: Jean Marin)‏ هو صحفي فرنسي، ولد في 24 فبراير 1909 في دوارننيه في فرنسا، وتوفي في 3 يونيو 1995 في باريس في فرنسا.

## وصلات خارجية
- جان مارين على موقع مونزينجر (الألمانية)